# Peary (cráter)
Peary es el cráter de impacto más cercano al polo norte de la Luna. En esta latitud el interior del cráter recibe muy poca luz del sol, por lo que porciones de la región más meridional del suelo del cráter permanecen permanentemente cubiertas por la sombra. Desde la Tierra el cráter aparece en el limbo lunar norte, y se ve lateralmente.
|  |

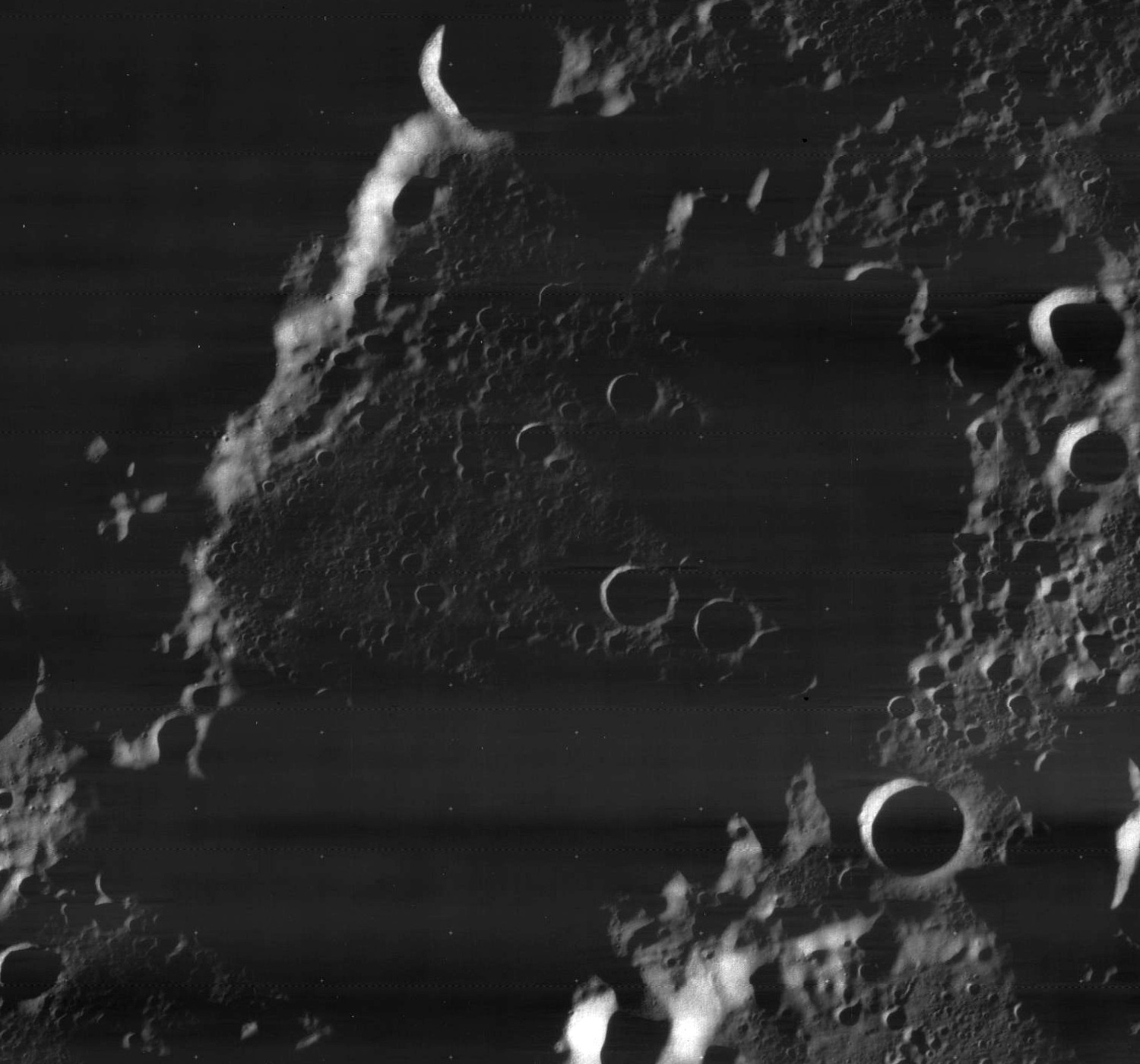
Fotografía de la misión Lunar Orbiter 4 (1967)

El cráter es casi circular, con una protuberancia hacia afuera en el borde noreste. Presenta una brecha en el borde suroeste, donde se une a un cráter ligeramente más pequeño, el desgastado Florey. El borde exterior de Peary también aparece desgastado y erosionado, creando un rugoso anillo montañoso que produce largas sombras a través del suelo del cráter.
El suelo del cráter es relativamente plano, pero marcado por varios pequeños cráteres, particularmente en la mitad sureste. El tercio sur del interior permanece envuelto en sombras, por lo que sus rasgos solo pueden discernirse mediante métodos de alcance (por ejemplo, LIDAR).
Byrd, un cráter desgastado e inundado por la lava, se encuentra cerca del borde sur de Peary. Al noroeste, a alrededor de un cuarto del camino hasta el polo lunar, se sitúa el cráter más grande Hermite. En el lado opuesto del polo, en la cara oculta de la Luna, se encuentra el todavía más grande Rozhdestvenskiy.
En 2004, un equipo dirigido por el Dr. Ben Bussey de la Universidad Johns Hopkins, usando imágenes tomadas por la misión Clementine, determinó que cuatro regiones montañosas en el borde de Peary parecían permanecer iluminadas durante todo el día lunar. Esta característica de los "picos de la luz eterna" (sin nombre oficial asignado), se debe a que el limbo de la Luna presenta una pequeña inclinación axial, que también da lugar a la sombra permanente en el fondo de muchos cráteres polares. No existen regiones similares de luz eterna en el menos montañoso polo sur lunar. Las imágenes de Clementine fueron tomadas durante la temporada de verano del hemisferio lunar norte, y sigue siendo desconocido si estas cuatro montañas se sumen en la sombra en algún momento durante el invierno local.
El borde norte de Peary se considera un probable emplazamiento para iniciar la colonización de la Luna en el futuro debido a esta iluminación constante, que proporcionaría una temperatura relativamente estable y una fuente de alimentación solar ininterrumpida. También está cerca de áreas permanentemente sombreadas que pueden contener cierta cantidad de agua congelada.